# Cynoglossus carpenteri
Cynoglossus carpenteri es una especie de pez de la familia Cynoglossidae en el orden de los Pleuronectiformes.

## Distribución geográfica
Se encuentran desde el Golfo Pérsico hasta la India.